# Gjivai Zechiël
Gjivai Zechiël (* 1. Juni 2004 in Rotterdam) ist ein niederländischer Fußballspieler. Er steht bei Feyenoord Rotterdam unter Vertrag und ist aktuell an den FC Utrecht verliehen.

## Karriere

### Verein
Gjivai Zechiël wurde in Rotterdam geboren und spielte anfänglich bei den Amateurvereinen Swift Boys sowie bei XerxesDZB, bevor er in die Jugendabteilung von Sparta Rotterdam wechselte. Von dort wechselte er in die Akademie von Feyenoord Rotterdam. Dort erhielt Zechiël im April 2022 seinen ersten Profivertrag, welcher eine Laufzeit bis Mitte 2025 hat. Am 27. August 2023 gab er im Alter von 19 Jahren sein Profidebüt in der Eredivisie, als er beim 6:1-Sieg gegen Almere City FC in der 77. Minute für Quilindschy Hartman eingewechselt wurde. Wegen einer Knieverletzung verpasste Gjivai Zechiël fast die komplette Rückrunde.
Im Februar 2025 wechselt Zechiël per Leihe zu Sparta Rotterdam. Im Sommer desselben Jahres folgte eine Leihe zum FC Utrecht.

### Nationalmannschaft
Am 30. August 2024 wurde Gjivai Zechiël von Michael Reiziger, dem U21-Bondscoach, für die EM-Qualifikationsspiele gegen Nordmazedonien und Georgien nominiert. Am 9. September 2024 kam er gegen Georgien zu seinem Debüt. Sein erstes Tor erzielte er am 18. November 2024 im Freundschaftsspiel gegen die Slowakei. Sein sechstes Spiel absolvierte er am 25. März 2025 gegen Rumänien. Danach wurde er nicht mehr nominiert und nahm dementsprechend auch nicht an der U-21-Fußball-Europameisterschaft 2025 teil.

## Erfolge
- Niederländischer Supercupsieger: 2024